# Kende (keresztnév)
A Kende férfinév a régi magyar Kündü személynévből jött létre, ami egy ótörök méltóságnévből származik. Levédiában és Etelközben az ősmagyar törzsszövetség fejét nevezték így.

## Gyakorisága
Az 1990-es években szórványos név, 2005-ben a 97., 2007-2009-ben a 87-94. leggyakoribb férfinév volt.

## Névnapok
- szeptember 1.[2]
- szeptember 25.[2]
- október 21.[2]